# Gran Premi de Suïssa
|  | Aquest article tracta sobre Fórmula 1. Si cerqueu informació sobre motociclisme, vegeu «Gran Premi de Suïssa de motociclisme». |

El Gran Premi de Suïssa va ser una carrera que formava part del Campionat del món de la Fórmula 1.
Les carreres es van iniciar l'any 1934 al Circuit de Bremgarten als afores de la ciutat de Bremgarten prop de Berna. La pista de Bremgarten va ser la seu del Gran Premi de Suïssa fins al 1954, any en què el govern va prohibir les carreres motoritzades a Suïssa per considerar-les un esport poc segur pels espectadors (aquesta decisió fou presa després de la mort de 80 persones durant les 24 hores de Le Mans de 1955).
El Gran Premi de Suïssa va tornar al calendari de la Fórmula 1 al 1982, encara que a una pista situada prop de la seva frontera, però encara en territori francès, a Dijon, França.

## Guanyadors del Gran Premi de Suïssa
Les curses que no van formar part del calendari de la Fórmula 1 es troben amb un fons de color
| Any  | Pilot Guanyador                | Equip guanyador | Circuit    | Resultats |
| ---- | ------------------------------ | --------------- | ---------- | --------- |
| 1982 | Keke Rosberg (Finlàndia)       | Williams-Ford   | Dijon      | Resultats |
| 1954 | Juan Manuel Fangio (Argentina) | Mercedes        | Bremgarten | Resultats |
| 1953 | Alberto Ascari (Itàlia)        | Ferrari         | Bremgarten | Resultats |
| 1952 | Piero Taruffi (Itàlia)         | Ferrari         | Bremgarten | Resultats |
| 1951 | Juan Manuel Fangio (Argentina) | Alfa Romeo      | Bremgarten | Resultats |
| 1950 | Nino Farina (Itàlia)           | Alfa Romeo      | Bremgarten | Resultats |
| 1949 | Alberto Ascari (Itàlia)        | Ferrari         | Bremgarten |           |
| 1948 | Carlo Felice Trossi (Itàlia)   | Alfa Romeo      | Bremgarten |           |
| 1947 | Jean-Pierre Wimille (França)   | Alfa Romeo      | Bremgarten |           |
| 1939 | Hermann Lang (Alemanya)        | Mercedes        | Bremgarten |           |
| 1938 | Rudolf Caracciola (Alemanya)   | Mercedes        | Bremgarten |           |
| 1937 | Rudolf Caracciola (Alemanya)   | Mercedes        | Bremgarten |           |
| 1936 | Bernd Rosemeyer (Alemanya)     | Auto Union      | Bremgarten |           |
| 1935 | Rudolf Caracciola (Alemanya)   | Mercedes        | Bremgarten |           |
| 1934 | Hans Stuck (Suïssa)            | Auto Union      | Bremgarten |           |